# Sciapus gratiosus
Sciapus gratiosus är en tvåvingeart som beskrevs av Becker 1922. Sciapus gratiosus ingår i släktet Sciapus och familjen styltflugor. Inga underarter finns listade i Catalogue of Life.